# Boussou
Boussou è un dipartimento del Burkina Faso classificato come comune, situato nella provincia  di Zondoma, facente parte della Regione del Nord.
Il dipartimento si compone del capoluogo e di altri 15 villaggi: Bangasse, Baoudoumboin, Darba, Garou, Kirikodogo, Kiripalogo, Kolkom, Kourbo, Nogolado, Ouembairi, Palle, Posso, Tamounouma, Tangaye  e Toubyengo.